# Onam Labes
L'Onam Labes è una struttura geologica della superficie di Cerere.